# 天川晃
天川 晃（あまかわ あきら、1940年8月17日 - 2017年4月27日）は、日本の政治学者。専攻は、政治学・占領期の政治過程。横浜国立大学名誉教授。

## 来歴
大阪市出身。1964年東京大学法学部卒業、同年東京大学法学部助手。
1974年に横浜国立大学経済学部助教授となり、1983年に教授昇任、1990年4月から横浜国立大学大学院国際社会科学研究科教授を歴任し、2002年3月に横浜国立大学を定年退官。
2002年4月から2011年3月まで放送大学教養学部教授を務める。
2017年4月27日、直腸がんのために神奈川県横浜市内の私邸にて死去。76歳没。没後に正四位に叙され、瑞宝中綬章が追贈された。

## 共編著
- 日本占領秘史 上[3] 竹前栄治共著 朝日新聞社 1977.8、ハヤカワ文庫 1986
- 日本占領 GHQ高官の証言 竹前栄治ほか共編著 中央公論社 1988
- 戦後日本 占領と戦後改革 全6巻 中村政則、尹健次、五十嵐武士共編 岩波書店 1995
- 戦後日本史と現代の課題 五十嵐武士共編 築地書館 1996.12
- 地方自治 1 丸善 1998.5 (GHQ民政局資料「占領改革」第8巻)
- 地方自治 2 岡田彰共編 丸善 1998.9 (GHQ民政局資料「占領改革」第9巻)
- 中央省庁の再編 丸善 2001.1 (GHQ民政局資料「占領改革」第6巻)
- 地域から見直す占領改革 戦後地方政治の連続と非連続 増田弘共編 山川出版社 2001.3
- 地方自治・司法改革（日本国憲法・検証 第6巻）小田中聰樹共著 小学館文庫 2001.5
- 民政局資料総索引 福永文夫共編 丸善 2002.2 (GHQ民政局資料「占領改革」別巻)
- 地方自治政策 1 阿部齊・澤井勝共編著 放送大学 2002.3
- 日本政治史 20世紀の日本政治 御厨貴共著 放送大学 2003.3
- 地方自治政策1 自治体と政策 澤井勝、北村喜宣共著 放送大学 2005.3
- 情報と社会 柏倉康夫、林敏彦共編著 放送大学 2006.3
- 市民と社会を考えるために 高木保興、浅川達人共編著 放送大学 2007.4
- 日本政治外交史 転換期の政治指導 御厨貴、牧原出共著 放送大学 2007.4
- 自治体と政策 稲継裕昭共著 放送大学 2009.3

## 参考資料
- 天川晃教授経歴・業績目録(天川晃教授退官記念号)「横浜国際経済法学」2002-2007